# Доставка любви
«Доставка любви» (англ. Love on Delivery; кит. 破壞之王) — гонконгская кинокомедия, снятая режиссёрами Стивеном Чоу и Лик-Чи Ли. Для Чоу, также исполнившего главную роль, этот фильм стал режиссёрским дебютом. Премьера картины состоялась 3 февраля 1994 года в Гонконге.

## Сюжет
Хо Кам-Ана (Стивен Чоу) — курьер, развозящий лапшу. Однажды он встречает девушку Лили (Кристи Чунг), занимающуюся в спортивном центре, и сразу же влюбляется в неё. Однако на пути Хо становится тренер-дзюдоист по прозвищу Чёрный медведь, который также добивается Лили и унижает Хо, заставляя его проявить свою трусость. Хо решает освоить боевые искусства и начинает заниматься кунг-фу у Тата (Ман Тат Нг), владельца продуктового ларька, называющего себя великим мастером единоборств, но на деле просто обирающего наивного Хо.
После нескольких занятий всё ещё не умеющий драться Хо решает сразиться с Чёрным медведем и вызывает его на бой в маске Гарфилда, чтобы сохранить инкогнито. Он чудом побеждает дзюдоиста на глазах у множества зрителей, включая Лили, и немедленно становится сенсацией. Однако на роль бойца в маске Гарфилда объявляется множество самозванцев, включая мастера карате по имени Лау, который сближается с Лили. Хо бросает Лау вызов, назначая бой, по условиям которого он должен продержаться три раунда против Лау. Их грядущий бой широко освещается на телевидении, поскольку Тат на самом деле оказывается бывшим чемпионом по единоборствам, ушедшим из спорта из-за тяжёлой травмы.
По телевизору показывают, как в рамках подготовки к бою Хо с наставником лишь развлекаются. Наконец наступает долгожданный бой. Лау и Хо выходят на ринг. Во флешбэке показывается беседа Хо с наставником, который говорит, что Лау можно победить лишь хитростью. В первом раунде боя Хо просто стоит на месте спиной к своему противнику, а тот не решается нанести удар, опасаясь какой-нибудь ловушки. Во втором раунде Хо прибегает ко всевозможным захватам и уловкам. В третьем раунде Хо просто повисает на Лау, цепляясь за него всеми конечностями и не давая нанести удар. Наконец бой оканчивается и Лау признают победителем, но Хо выиграл пари, продержавшись три раунда. Лау такой вариант не устраивает и он бросается на своего противника, сметая всех, кто оказывается у него на пути. Хо сцепляется с Лау захватом, применяет выдуманную его учителем технику, которая имитирует падение с высокой лестницы, и с её помощью побеждает.

## В ролях
- Стивен Чоу — Хо Кам-Ана
- Кристи Чунг — Лили
- Нг Ман-Тат — Тат
- Джо Чэн — тренер-дзюдоист по прозвищу Чёрный медведь
- Ка Сэнг Чэн — Ман Тай-лой
- Джеки Чун — камео
- Билли Чоу — мастер тхэквондо
- Пол Чунь — Чан
- Винсент Кок — Ню